# Allometopon marginale
Allometopon marginale är en tvåvingeart som beskrevs av Mitsuhiro Sasakawa 1974. Allometopon marginale ingår i släktet Allometopon och familjen träflugor. Inga underarter finns listade i Catalogue of Life.